# OGLE-2005-BLG-169L b
OGLE-2005-BLG-169L b — экзопланета у звезды OGLE-2005-BLG-169L в созвездии Стрельца. Находится на расстоянии 8800 световых лет от Земли.
OGLE-2005-BLG-169L b это холодный нептун, вращающийся вокруг красного карлика, открыт в рамках проекта OGLE с помощью метода гравитационного микролинзирования.